# Trade Republic
Trade Republic Bank GmbH est une banque allemande basée à Berlin-Mitte, connue comme courtier en ligne ou Néo-courtier. L'entreprise offre à ses clients la possibilité de négocier des titres cotés via une application mobile et depuis 2021 via une application web.

## Histoire
En 2017, la société sino Beteiligungen GmbH de Düsseldorf, une filiale à 100 % de sino AG, a investi dans la startup et a pris la majorité des parts de l'entreprise. Le président-directeur général de sino AG et sino Beteiligungen GmbH, Ingo Hillen, est devenu directeur général de Trade Republic et actionnaire avec un investissement de sino de 3 millions d'euros. En décembre 2018, l'institution de crédit a obtenu une licence de Banque d'investissement. En 2019 et 2020, les investisseurs en capital-risque Creandum, Project A Ventures, Accel Partners et Founders Fund ont investi plus de 60 millions d'euros dans Trade Republic; sino a vendu une partie de ses parts avec profit et n'était plus le propriétaire majoritaire. En avril 2020, Andreas Willius, ancien membre du directoire de la Bourse de Stuttgart, a remplacé Hillen au poste de directeur général.
Le trading de titres via l'application a été offert en Allemagne à partir de 2019 d'abord pour un cercle restreint d'utilisateurs et finalement sans limitation d'utilisateurs.
En mai 2021, une autre levée de fonds de 900 millions de dollars avec une valorisation de 5 milliards de dollars a été annoncée.
En juin 2022, Trade Republic a reçu 250 millions d'euros du fonds de pension des enseignants canadien et des investisseurs existants. La valorisation a ainsi légèrement augmenté à environ 5,3 milliards de dollars (environ 5 milliards d'euros). Peu de temps après, l'entreprise a annoncé qu'elle devait réorganiser certains emplois et licencier certains employés en raison des développements sur le marché des capitaux.
En 2024, l'entreprise a lancé une carte de paiement avec un système de récompense de 1 % de cashback.
En janvier 2025, le courtier a lancé son offre de Plan d'Epargne en Actions (PEA), proposant pour la première fois l'absence de frais de courtage sur cette enveloppe fiscale pour les investissements programmés.